# Мериан, Маттеус Младший
Маттеус Мериан Младший (нем. Matthäus Merian der Jüngere; 25 марта 1621, Базель — 15 февраля 1687, Франкфурт-на-Майне) — швейцарский живописец, гравёр и издатель.

## Биография
Маттеус Мериан был старшим сыном Маттеуса Мериана Старшего (1593—1650), художника-гравёра и книготорговца из Базеля, и его первой жены Марии Магдалены, урождённой де Бри. Его единокровной сестрой была живописец и энтомолог Мария Сибилла Мериан. После смерти деда Иоганна Теодора де Бри, его отец взял на себя управление издательством во Франкфурте-на-Майне.
Мериан Маттеус Младший учился рисунку, гравюре и живописи Иоахима фон Зандрарта. В 1637 году он отправился с ним в Амстердам, в 1639 году к Антонису Ван Дейку в Лондон и в 1641 году в Париж.
В 1642 году Мериан вернулся во Франкфурт, с 1643 по 1647 год жил и работал в Италии. В 1647 году он принял участие в Мирном конгрессе в Нюрнберге в качестве политического агента и представителя нескольких князей и написал портреты участников. С 1647 года он также состоял на службе у шведского адмирала Карла-Густава Врангеля, которого он несколько раз портретировал.
После смерти отца в 1650 году Мериан Младший управлял издательством вместе со своим младшим братом Каспаром Мерианом (1627—1686) и опубликовал новые тома «Топографии Германии» (Topographia Germaniae) и «Европейского театра» (Theatrum Europaeum). Однако, помимо этих серий, издательство почти не выпускало других книг. Наибольшего успеха Мериан добился как портретист, в особенности в 1658 году на коронации Леопольда I во Франкфурте. Мериан также писал алтарные картины, в том числе для Бамбергского собора и церкви Барфюссеркирхе во Франкфурте.
Мериан скончался 15 февраля 1687 года во Франкфурте-на-Майне. Его могила на кладбище при франкфуртской Петерскирхе сохранилась.

## Галерея
- Портрет Карла-Густава Врангеля. 1662. Национальный музей, Стокгольм
- Ханс Кристоф фон Кёнигсмарк. 1651. Холст, масло. Замок Скоклостер, Швеция
- Ландграф Фридрих фон Гессен-Эшвеге. До 1655. Холст, масло. Дворец Груневальд, Берлин
- Анна Маргарета фон Хаугвиц. Между 1648 и 1651. Холст, масло. Замок Скоклостер, Швеция